# Sebastes variegatus
Sebastes variegatus är en fiskart som beskrevs av Quast, 1971. Sebastes variegatus ingår i släktet Sebastes och familjen kungsfiskar. Inga underarter finns listade i Catalogue of Life.